# Rapolas Jakimavičius

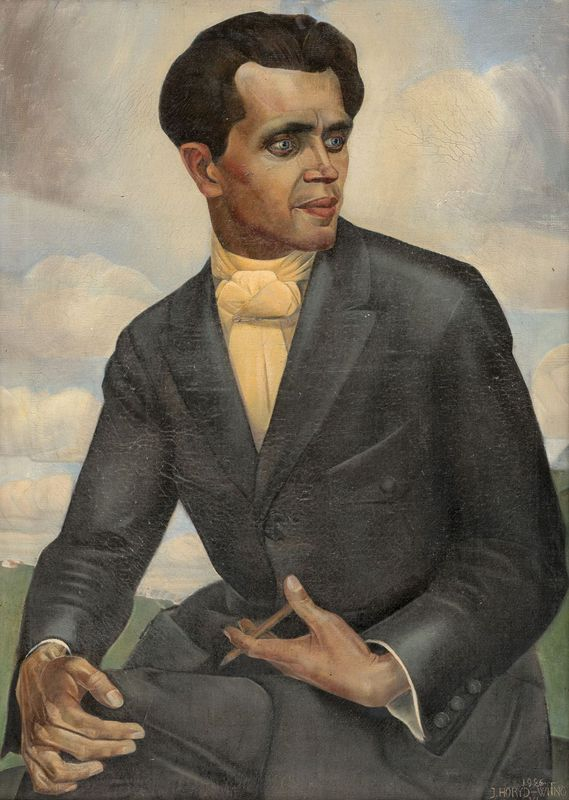
Rapolas Jakimavičius (gemalt 1926 von Juozas Horydas)

Rapolas Jakimavičius (russisch Рафал Яхимович; * 20. Oktoberjul. / 1. November 1893greg.in Vilnius; † 19. Februar 1961 ebenda) war ein litauischer Bildhauer und Hochschullehrer.

## Leben
Jakimavičius studierte 1913–1915 in Trutnews Zeichenschule in Vilnius und arbeitete dann in Antoni Wiwulskis Bildhauerei-Studio bis zu dessen Tod 1919. Daneben lehrte er bis 1919 an der Gewerbeschule Vilnius. Er studierte dann 1919–1922 und 1923–1926 bei Ferdynand Ruszczyc an der Universität Vilnius. Dazu kamen Studienaufenthalte an der Kunstakademie Krakau (1922–1923), in Paris (1925) und Italien (1927). Nach dem Deutsch-Sowjetischen Krieg lehrte Jakimavičius ab 1944 bis zu seinem Tode an der Kunstakademie Vilnius (ab 1947 als Dozent).
Jakimavičius beteiligte sich ab 1916 an Ausstellungen. Er schuf den Tod des Ikarus (1919), die Karyatide (1922) und den Kampf mit dem Kentauren (1925). Sein Entwurf für das Adam Mickiewicz-Denkmal vor der Vilniuser St. Anna-Kirche an der Neris gewann 1926 den 2. Preis. Die Bronzestatue Großfürst Vytautas in der backsteingotischen Nikolaikirche in der Vilniuser Altstadt entstand 1930. Er schuf Porträtskulpturen von Władysław Syrokomla (1930), Tadas Vrublevskis (1930), Petras Vaičiūnas (1931), Vincas Krėvė-Mickevičius (1941) und Eugenijos Tautkaitės (1960). 1943 gestaltete er das Bronze-Basrelief für Pater Pranas Bieliauskas des Tors der Morgenröte. Er beteiligte sich 1945 an Meltschakows Ehrenmal der 1200 Gardisten der 11. Gardearmee für die Gefallenen des Sturms auf Königsberg im späteren Kaliningrad am Gwardeiski Prospekt. Er gestaltete Grabmale auf dem Friedhof Rasos für Tadas Vrublevskis und andere sowie Statuen in Vilniuser Kirchen.